# Rodrigo Álvarez Zenteno
Rodrigo Alejandro Álvarez Zenteno (Punta Arenas, 30 de julio de 1966) es un abogado, profesor universitario y político chileno, militante del partido Unión Demócrata Independiente (UDI). Desde julio de 2021 se desempeña como miembro de la Convención Constitucional en representación del distrito n° 28, organismo del cual ejerció como vicepresidente adjunto, hasta enero de 2022.
Anteriormente ejerció como diputado de la República en representación del antiguo distrito n° 60 (de la Región de Magallanes y la Antártica Chilena) durante tres períodos consecutivos: 1998-2002, 2002-2006 y 2006-2010; subsecretario de Hacienda en el primer gobierno del presidente Sebastián Piñera, cargo que desempeñó a partir del 11 de marzo de 2010, y ministro de Energía del mismo gobierno entre julio de 2011 y marzo de 2012.

## Biografía

### Familia y estudios
Nació el 30 de julio de 1966, en Punta Arenas; hijo de Manuel Álvarez y Lucía Zenteno. Realizó sus estudios primarios en dos colegios; en 1972 ingresó al Colegio Miss Sharp, donde estuvo hasta 1976, y entre 1977 y 1979 estudió en el Colegio San José. Sus estudios secundarios los realizó en el Liceo Salesiano San José, entre 1980 y 1983.
Pese a que inicialmente tenía inclinación por las ciencias médicas, decidió estudiar derecho en la Pontificia Universidad Católica de Chile (PUC), ingresando en 1984 y egresando en 1989. Juró como abogado el 28 de mayo de 1990.
Al año siguiente, inició sus estudios de doctorado en la Universidad de Navarra, en España donde obtuvo el grado de doctor en derecho, en 1993, con la tesis titulada: El sistema de financiación por capital riesgo. Aspectos jurídicos y empresariales. Posteriormente, entre 1996 y 1997, realizó un máster en derecho en la Universidad de Harvard, Estados Unidos.
Está casado con Pamela Serra Freire, con quien es padre de cinco hijos.

### Carrera profesional y académica
Terminados sus estudios, desarrolló una carrera como docente en la Facultad de Derecho de la Universidad Católica dónde dictó las cátedras de derecho comercial (entre 1993 y 2009); derecho tributario (entre 1994 y 2000 y en 2006); y derecho de la competencia (en 1996, y entre 1998 y 2006), donde contó con el apoyo de destacados ayudantes como Sharon Slater Muena y Bruno Rodríguez Carapelle, y fue miembro del directorio del Centro de Gobierno Corporativo UC. También ejerció como secretario académico del post-título y del magíster en derecho de la empresa de la misma casa de estudios. Asimismo, se desempeñó como profesor en las universidades Austral de Chile en Valdivia, del Desarrollo, Finis Terrae, Adolfo Ibáñez, de Atacama y Alonso de Ovalle.
En el área profesional, entre 1990 y 2003, ejerció su profesión de abogado y asesoró empresas en materias tributarias, comerciales y de derecho de la competencia. Entre 1995 y 1997, formó parte del Departamento de Asistencia Legal y Tributaria de PriceWaterhouse. Posteriormente, entre los años 2000 y 2003, formó parte del estudio de abogados Passano, Álvarez y Compañía. A partir de 2007, se integró al Estudio Jurídico Pérez de Arce Abogados.
Tras su paso por el primer gobierno de Piñera, asumió en 2012 como presidente de la Asociación de Concesionarios de Obras de Infraestructura Pública (Copsa), cargo que ejerció hasta mediados de 2014. Paralelamente, se desempeñó como director en Canal 13 entre 2012 y 2015, y en 2014 asumió como presidente de la asociación gremial de productores de alimentos y bebidas, AB Chile A. G., y consejero de la Sociedad de Fomento Fabril (SOFOFA). En el 2017, presentó su candidatura para presidir la SOFOFA, pero declinó seguir adelante.

## Carrera política

### Inicios (1987-1996)
En su paso por la universidad conoció al abogado Jaime Guzmán, líder del gremialismo, quien sería determinante en la formación de su vida política. Se integró al Movimiento Gremial (MGUC) y en 1987 fue presidente del Centro de Alumnos de la Facultad de Derecho de la Universidad Católica.
Al año siguiente se integró a la Unión Demócrata Independiente (UDI), donde asumió el cargo de vicepresidente de la Juventud de la colectividad.

### Diputado (1997-2010)
Regresó a la Región de Magallanes a fines de los años 1990, donde fue elegido diputado en representación del distrito n° 60 (correspondiente a las comunas de Antártica, Cabo De Hornos, Laguna Blanca, Natales, Porvenir, Primavera, Punta Arenas, Río Verde, San Gregorio, Timaukel, y Torres Del Paine) en las elecciones parlamentarias de 1997, para el período legislativo 1998-2002, como candidato independiente pro-UDI, incorporándose finalmente a ella. Durante su gestión, integró las comisiones permanentes de Hacienda, y la de Familia. También fue jefe de bancada de la UDI.
En las elecciones parlamentarias de 2001, fue reelecto como diputado por el distrito N° 60 de la Región de Magallanes y de la Antártica Chilena, por el período legislativo 2002-2006. Integró las comisiones permanentes de Defensa Nacional, y la de Hacienda. Así como también, las comisiones especiales sobre Zonas Extremas del País, y sobre la Situación Tributaria de la Minería Privada. En mayo de 2004, se integró a la Comisión Especial Mixta de Presupuestos. También, volvió a ocupar el cargo de jefe de la bancada de la UDI.
En las elecciones parlamentarias de 2005, obtuvo su tercera reelección como diputado por el mismo distrito n° 60, por el período legislativo 2006-2010. En dicho periodo, integró las comisiones permanentes de Defensa Nacional; Hacienda; Conducta Parlamentaria; y Zonas Extremas. También fue miembro de la Comisión Investigadora sobre Casinos de Juegos y las comisiones especiales sobre Política Antártica Chilena; Zonas Extremas del País; Mixta de Presupuestos y sobre la Situación Tributaria de la Minería Privada.
En forma paralela, fue miembro de los grupos interparlamentarios chileno-argentino, chileno-británico, chileno-croata, chileno-francés, chileno-español, chileno-israelí, chileno-japonés y chileno-portugués. Asimismo, en misiones al extranjero, participó en la IV Reunión de la Comisión Conjunta Parlamento Europeo-Chile en Francia; visitó el Riksdag (Asamblea Legislativa) en Suecia; y fue invitado a integrar la comitiva de la presidenta Michelle Bachelet en visitas a Finlandia y Suiza.
En su tercer periodo, formó además —a nivel partidista—, parte de la directiva nacional de la UDI, siendo elegido uno de sus vicepresidentes para el período 2006-2008, junto a Andrés Chadwick, Evelyn Matthei, Gabriel Villarroel y Jacqueline van Rysselberghe. En 2007 fue el primer orador en la interpelación contra el entonces ministro del Interior, Belisario Velasco; sus alocuciones lo consagraron como un líder de opinión y referente para el partido.[cita requerida]
El 19 de marzo de 2009 fue elegido como presidente de la Cámara de Diputados y asumió la misión de establecer una reforma radical al sistema de asignaciones parlamentarias y funcionamiento del Congreso, junto a su par del Senado, el también UDI Jovino Novoa.
En las elecciones parlamentarias de 2009, fue presentado por su partido como candidato a diputado por el distrito n° 21, correspondiente a las comunas de Ñuñoa y Providencia, de la Región Metropolitana de Santiago, no obteniendo votación suficiente para ser elegido en el periodo 2010-2014.

### Cargos en el primer gobierno de Piñera (2010-2012)

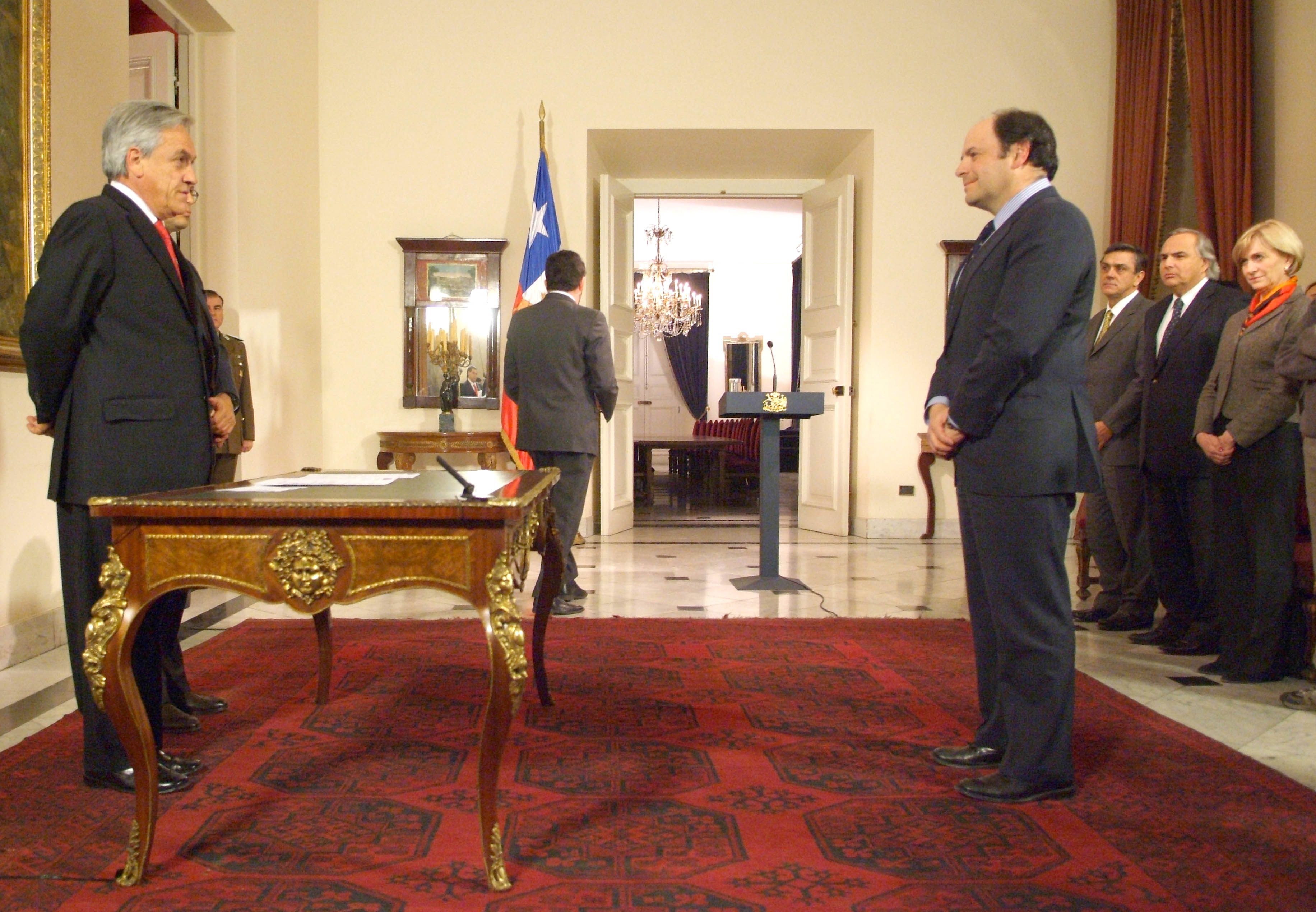
Álvarez durante su juramento como ministro de Energía en marzo de 2012.

Fue nombrado como subsecretario de Hacienda por el presidente Sebastián Piñera, cargo que desempeñó a partir del 11 de marzo de 2010, hasta el 22 de julio de 2011, cuando pasó a ser ministro de Energía; siendo hasta esa fecha el único titular de dicho Ministerio de profesión no ingeniero comercial o economista. Renunció a su cargo de ministro el 23 de marzo de 2012, tras ser excluido de las negociaciones que pusieron fin a las protestas en la región de Aysén. Álvarez se había desempeñado como representante del gobierno en las conversaciones con los dirigentes sociales de aquella región, pero no participó en las reuniones que se llevaron a cabo en Santiago.
Paralelamente ejerció como vicepresidente del Comité Sistema de Empresas (2010-2012) y presidente de la Empresa Nacional del Petróleo (2011-2012).

### Convencional Constituyente (2021-actualidad)
En las elecciones de convencionales constituyentes de mayo de 2021 fue elegido como representante por el distrito n° 28 (Región de Magallanes). Producto de la ampliación de la mesa directiva de la Convención Constitucional con siete nuevas vicepresidencias adjuntas, obtuvo uno de dichos cupos el 28 de julio de ese año, cargo que ejerció hasta el 6 de enero de 2022. En el proceso de discusión de los Reglamentos de la Convención participó en la Comisión de Reglamento. Posteriormente, se incorporó a la Comisión Temática de Medio Ambiente, Derechos de la Naturaleza, Bienes Naturales Comunes y Modelo Económico.

## Historial electoral

### Elecciones parlamentarias de 1997
- Elecciones parlamentarias de 1997, candidato a diputado por el distrito 60 (Río Verde, Antártica, Laguna Blanca, Natales, Cabo de Hornos, Porvenir, Primavera Punta Arenas, San Gregorio, Timaukel y Torres del Paine)[12]

### Elecciones parlamentarias de 2001
- Elecciones parlamentarias de 2001, candidato a diputado por el distrito 60 (Río Verde, Antártica, Laguna Blanca, Natales, Cabo de Hornos, Porvenir, Primavera Punta Arenas, San Gregorio, Timaukel y Torres del Paine)[13]

### Elecciones parlamentarias de 2005
- Elecciones parlamentarias de 2005, candidato a diputado por el distrito 60 (Río Verde, Antártica, Laguna Blanca, Natales, Cabo de Hornos, Porvenir, Primavera Punta Arenas, San Gregorio, Timaukel y Torres del Paine)[14]

### Elecciones parlamentarias de 2009
- Elecciones parlamentarias de 2009, candidato a diputado por el distrito 21 (Ñuñoa y Providencia)[15]

### Elecciones de convencionales constituyentes de 2021
- Elecciones de convencionales constituyentes de 2021, para convencional constituyente por el distrito 28 (Antártica, Cabo de Hornos, Laguna Blanca, Natales, Porvenir, Primavera, Punta Arenas, Río Verde, San Gregorio, Timaukel, Torres del Paine)[16]